# Occidentosphena
Occidentosphena är ett släkte av insekter. Occidentosphena ingår i familjen Pyrgomorphidae.
Kladogram enligt Catalogue of Life:
| Occidentosphena | \| \| Occidentosphena ruandensis \| \| \| \| \| \| Occidentosphena uvarovi \| \| \| \| |
|                 | \| \| Occidentosphena ruandensis \| \| \| \| \| \| Occidentosphena uvarovi \| \| \| \| |
|                 | Occidentosphena ruandensis                                                             |
|                 |                                                                                        |
|                 | Occidentosphena uvarovi                                                                |
|                 |                                                                                        |